# Panpsiquisme

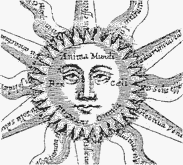
Il·lustració del concepte neoplatònic de l'Anima mundi que emana d'Absolut, d'alguna manera un precursor del panpsiquisme modern

En filosofia de la ment, el panpsiquisme és l'opinió que la ment o un aspecte semblant a la ment és una característica fonamental i ubiqua de la realitat. També es descriu com una teoria que «la ment és una característica fonamental del món que existeix a tot l'Univers».
És una de les teories filosòfiques més antigues, i ha estat atribuïda a filòsofs com Hermes, Tales, Plató, Spinoza, Leibniz, William James, Alfred North Whitehead, Bertrand Russell i Galen Strawson. Al segle xix, el panpsiquisme era la filosofia de la ment per defecte en el pensament occidental, però va experimentar un declivi a mitjans del segle xx amb el sorgiment del positivisme lògic. L'interès recent en el problema difícil de la consciència ha revifat l'interès pel panpsiquisme.

## Visió general

### Etimologia
El terme «panpsiquisme» prové del grec antic «pan» (πᾶν : «tot, sencer») i «psique» (ψυχή: «ànima, ment»). «Psique» ve de la paraula grega psukho (ψύχω: «aire fred») i pot significar vida, ànima, ment, esperit, cor o «alè de vida». L'ús de «psique» és controvertit perquè és sinònim d'«ànima», un terme que se sol prendre per referir-se a alguna cosa sobrenatural. Els termes més comuns que es troben ara a la literatura inclouen ment, propietats mentals, aspecte mental i experiència.

### Concepte
El panpsiquisme sosté que la ment o un aspecte similar a la ment és una característica fonamental i ubiqua de la realitat. També es descriu com una teoria que «la ment és una característica fonamental del món que existeix a tot l'Univers». Els panpsiquistes postulen que el tipus de mentalitat que coneixem a través de la nostra pròpia experiència és present, d'alguna manera, en una àmplia gamma de cossos naturals. Aquesta noció ha adoptat una àmplia varietat de formes. Alguns panpsiquistes històrics i no occidentals atribueixen atributs com la vida o els esperits a totes les entitats. Però els proposants acadèmics contemporanis sostenen que la sensibilitat o experiència subjectiva és ubiqua, alhora que distingeix aquestes qualitats dels atributs mentals humans més complexos. Per tant, atribueixen una forma primitiva de mentalitat a entitats en el nivell fonamental de la física, però no atribueixen mentalitat a la majoria de les coses agregades, com ara roques o edificis.

### Terminologia
El filòsof David Chalmers, que ha explorat el panpsiquisme com a teoria viable, distingeix entre «experiències microfenomenals» (les experiències de microfísica) i «experiències macrofenomenals» (les experiències d'entitats més grans, com els humans).
Philip Goff estableix una distinció entre «panexperiencialisme» i «pancognitivisme». En la forma de panpsiquisme que es discuteix en la literatura contemporània, l'experiència conscient és present a tot arreu a un nivell fonamental, per això el terme «panexperiencialisme». El «pancognitivisme», per contra, és la visió que el pensament és present a tot arreu a un nivell fonamental, una visió que va tenir alguns defensors històrics, però no adherents acadèmics actuals. Els panpsiquistes contemporanis no creuen que les entitats microfísiques tinguin estats mentals complexos com creences, desitjos i pors.
Originalment, el terme «panexperiencialisme» tenia un significat més limitat, havent estat encunyat per David Ray Griffin per referir-se específicament a la forma de panpsiquisme usada en la filosofia del procés.

## Història

### Antiguitat

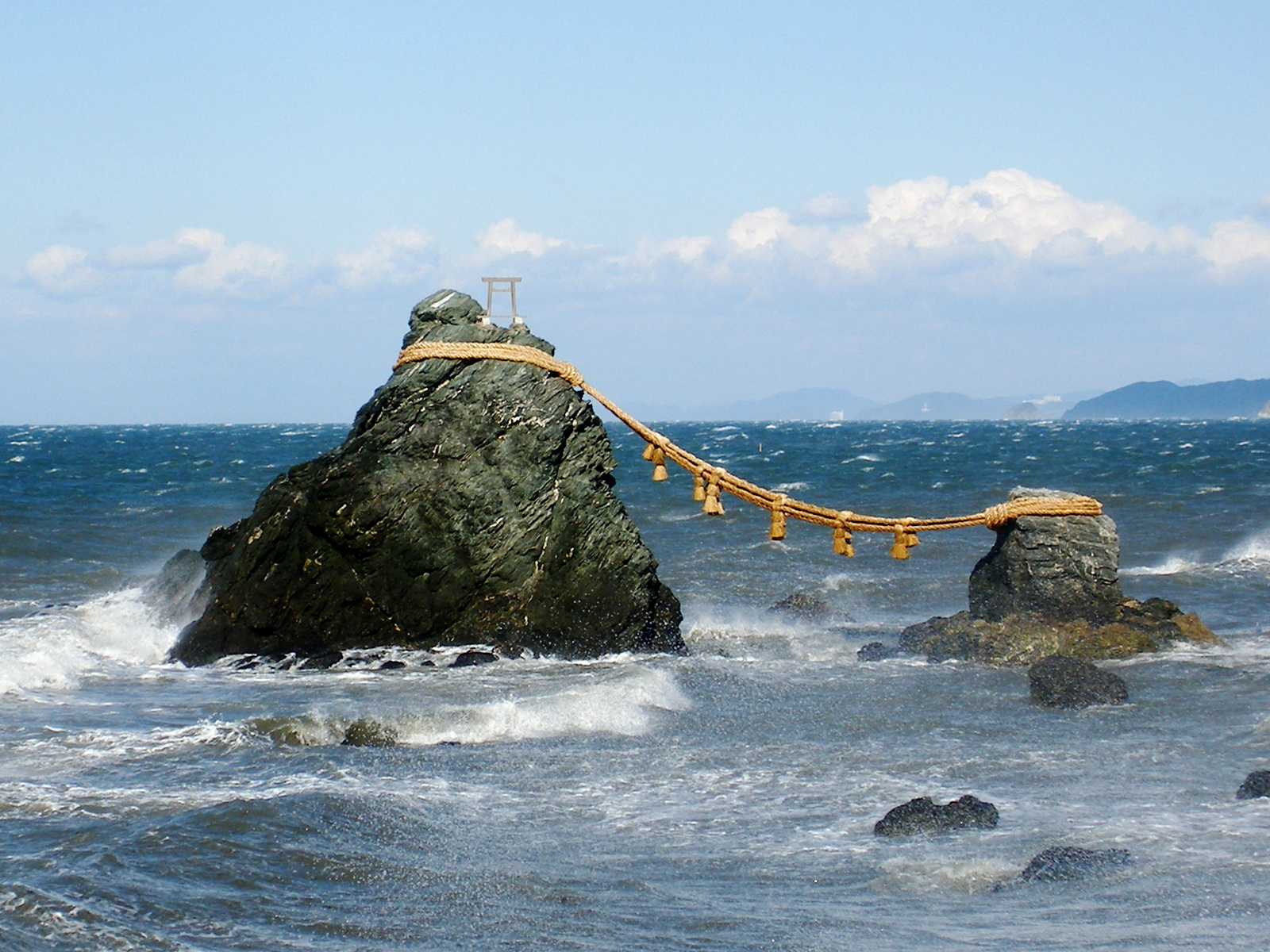
Dues iwakura, una roca on es diu que un kami o esperit resideix segons el Xintoisme

Els punts de vista panpsiquistes són un element bàsic a la filosofia grega presocràtica. Segons Aristòtil, Tales (c. 624-545 aC), el primer filòsof grec, va postular una teoria que sostenia «que tot és ple de déus». Tales creia que els imants ho demostraven. Això ha estat interpretat com una doctrina panpsiquista. Altres pensadors grecs associats amb el panpsiquisme inclouen Anaxàgores (que va veure el principi subjacent o arque (ἀρχή) com a ment), Anaxímenes (que va veure l'arkhé com a pneuma o esperit) i Heràclit (que va dir: «La facultat de pensar és comú a tots»).
Plató defensa el panpsiquisme en els seus diàlegs socràtics, en què escriu que totes les coses participen en la forma de l'Ésser i que ha de tenir un aspecte psíquic de la ment i l'ànima (psique). En Fileb i Timeu, Plató defensa la idea d'una ànima del món o Anima mundi'. Segons Plató:
| « | Aquest món és de fet un ésser viu dotat d'ànima i intel·ligència... una única entitat vivent visible que conté totes les altres entitats vivents, que per la seva naturalesa estan totes relacionades. | » |

L'estoïcisme va desenvolupar una cosmologia que sostenia que el món natural està infós amb l'essència divina ardent pneuma, dirigida per la intel·ligència universal logos. La relació entre els éssers «logos individuals» i el «logos universal» era una preocupació central de l'estoic romà de Marc Aureli. La metafísica de l'estoïcisme troba connexions amb les filosofies hel·lenístiques com el neoplatonisme. El gnosticisme també va fer ús de la idea platònica d'«Anima mundi».

### Renaixement

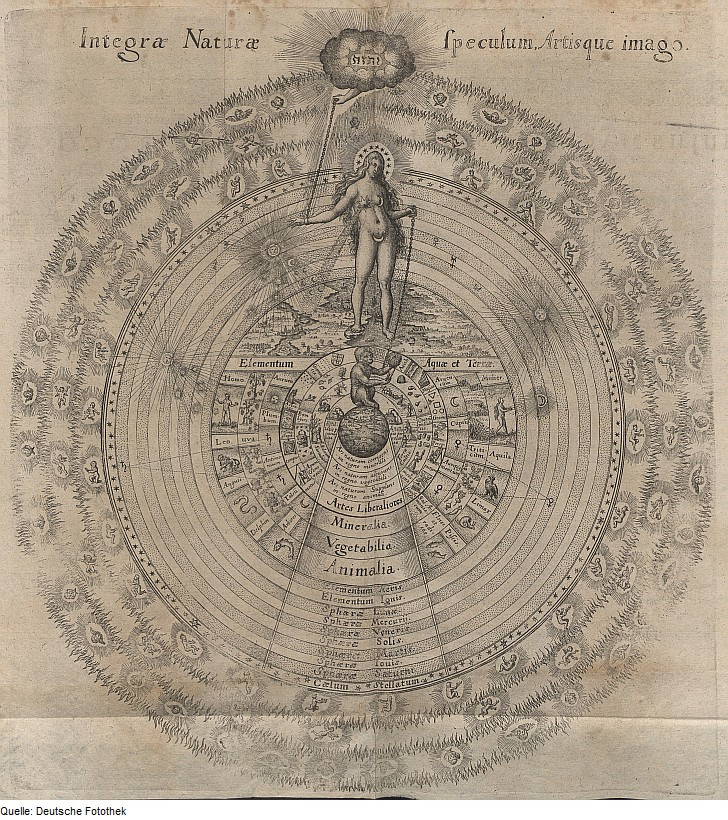
Il·lustració de l'ordre còsmic de Robert Fludd, on l'Anima mundi es representa com una dona

Després que l'emperador Justinià va tancar l'Acadèmia de Plató el 529, el neoplatonisme va declinar. Encara que hi va haver pensadors cristians medievals, com Joan Escot Eriúgena, que es van aventurar en allò que podria anomenar-se panpsiquisme, no va ser un cep dominant en el pensament cristià.
Però al Renaixement italià, va estar present en el pensament de figures com Girolamo Cardano, Bernardino Telesio, Francesco Patrizi, Giordano Bruno i Tommaso Campanella. Cardano va defensar l'opinió que l'ànima era una part fonamental del món, i Patrizi va introduir el terme «panpsiquisme» al vocabulari filosòfic. Segons Bruno, «No hi ha res que no tingui una ànima i que no tingui un principi vital». Les idees platòniques que s'assemblen a l'Anima mundi també van ressorgir a l'obra de l'esoterisme occidental com ara Paracels, Robert Fludd i Agrippa de Nettesheim.

### Període modern primerenc
Al segle xvii, es pot dir que dos racionalistes, Baruch Spinoza i Gottfried Leibniz, són panpsiquistes. Al monisme de Spinoza, l'única substància infinita i eterna és «Déu o Natura», que té els aspectes de ment (pensament) i matèria (extensió). L'opinió de Leibniz és que hi ha infinites «substàncies mentals» absolutament simples anomenades mònades que constitueixen l'estructura fonamental de l'Univers. Si bé s'ha dit que la filosofia de George Berkeley és també una forma de panpsiquisme, Berkeley va rebutjar el panpsiquisme i va postular que el món físic existeix només en les experiències que les ments en tenen, alhora que restringeix les ments als humans i certs altres agents específics.

### Seglexix
Al segle xix, el panpsiquisme estava en el seu auge. Filòsofs com Arthur Schopenhauer, Charles Sanders Peirce, Josiah Royce, William James, Edward von Hartmann, Ferdinand Canning Scott Schiller, Ernst Haeckel i William Kingdon Clifford, així com psicòlegs com Gustav Fechner, Wilhelm Wundt i Rudolf Hermann Lotze, van promoure idees panpsiquistes.
Arthur Schopenhauer va defensar una visió bilateral de la realitat com a Voluntat i Representació («Vorstellung»). Segons Schopenhauer, «tota ment ostensible es pot atribuir a la matèria, però tota la matèria també es pot atribuir a la ment».
Josiah Royce, el principal idealista absolut estatunidenc, va sostenir que la realitat és un «Jo mundial», un ésser conscient que ho comprèn tot, encara que no necessàriament va atribuir propietats mentals als components més petits dels «sistemes» mentalistes. El filòsof estatunidenc del pragmatisme Charles Sanders Peirce va abraçar una mena de monisme psicofísic en què l'Univers està impregnat de ment, que va associar amb l'espontaneïtat i la llibertat. Seguint Pierce, William James també va abraçar una forma de panpsiquisme. A les seves notes de la conferència, James va escriure:
| « | La nostra única noció intel·ligible d'un objecte «en si mateix» és que hauria de ser un objecte «per a si mateix», i això ens porta al panpsiquisme i a la creença que les nostres percepcions físiques són efectes sobre nosaltres de les realitats «psíquiques». | » |

El 1893, Paul Carus va proposar una filosofia similar al panpsiquisme, el «panbiotisme», segons la qual «tot és ple de vida; conté vida; té la capacitat de viure».

### Seglexx
En el segle xx, el proponent més significatiu del panpsiquisme és possiblement Alfred North Whitehead (1861-1947). L'ontologia de Whitehead va veure la naturalesa bàsica del món com a formada per esdeveniments i el procés de la seva creació i extinció. Aquests esdeveniments elementals (als quals va anomenar «ocasions») són en part mentals. Segons Whitehead, «hauríem de concebre les operacions mentals com un dels factors que componen la constitució de la naturalesa».
Les opinions de Bertrand Russell (monista neutral) tendien cap al panpsiquisme. El físic Arthur Eddington també va defensar una forma de panpsiquisme. El psicòleg Carl Jung, conegut per la seva idea de l'inconscient col·lectiu, va escriure que «la psique i la matèria estan contingudes en un mateix món i, a més, estan en contacte continu entre si», i que era probable que «psique i matèria siguin dos aspectes diferents d'una mateixa cosa». Els psicòlegs James Ward i Charles Augustus Strong també van donar suport a variants del panpsiquisme.
El genetista Sewall Wright va recolzar una versió del panpsiquisme. Creia que el naixement de la consciència no es devia a una propietat misteriosa de complexitat creixent, sinó a una propietat inherent, cosa que implica que les partícules més elementals tenen aquestes propietats.

### Seglexxi
El panpsiquisme ha vist recentment un ressorgiment en la filosofia de la ment, iniciat per la publicació de 1979 de Thomas Nagel Panpsychism i estimulat encara més per l'article de 2006 de Galen Strawson Monisme realista: per què el fisicalisme implica el panpsiquisme?. Altres proposants recents inclouen els filòsofs estatunidencs David Ray Griffin i David Skrbina, els filòsofs britànics Gregg Rosenberg, Timothy Sprigge, i Philip Goff, i el filòsof canadenc William Seager. El filòsof britànic David Papineau, encara que es va distanciar dels panpsiquistes ortodoxos, ha escrit que el seu punt de vista «no és diferent del panpsiquisme» en el sentit que rebutja una línia a la natura entre «els esdeveniments il·luminats per la fenomenologia i els que són mera foscor».
El 1990, el físic David Bohm va publicar «Una nova teoria de la relació de la ment i la matèria», un article basat en la seva interpretació de la mecànica quàntica. El filòsof Paavo Pylkkänen ha descrit la visió de Bohm com una versió del «panprotopsiquisme».
La teoria de la informació integrada de la consciència (IIT), proposada pel neurocientífic i psiquiatre Giulio Tononi el 2004 i des de llavors adoptada per altres neurocientífics com Christof Koch, postula que la consciència està molt estesa i pot, fins i tot en alguns sistemes simples, estar integrada.
El 2019, el científic cognitiu Donald Hoffman va publicar El cas contra la realitat: com l'evolució va amagar la veritat als nostres ulls. Hoffman sosté que la realitat consensuada no té existència concreta i no és res més que una interfície d'usuari. Sosté que la veritable naturalesa de la realitat són «agents conscients» abstractes. L'editora científica Annaka Harris argumenta que el panpsiquisme és una teoria viable al seu llibre de 2019 Conscious, encara que no arriba a donar-li suport per complet.
El psicoanalista Robin S. Brown ha postulat el panpsiquisme com un mitjà per teoritzar les relacions entre trops «interns» i «externs» en el context de la psicoteràpia. El panpsiquisme també ha estat aplicat a la filosofia mediambiental pel filòsof australià Freya Mathews, que ha proposat la noció d'ontopoètica com una versió del panpsiquisme.

## Varietats de panpsiquisme
El panpsiquisme abasta moltes teories, unides només per la noció que la ment, d'alguna manera, és ubiqua.

### Marcs filosòfics

#### Cosmopsiquisme
El cosmopsiquisme planteja la hipòtesi que el Cosmos és un objecte unificat que és ontològicament anterior a les parts. S'ha descrit com una alternativa al panpsiquisme, o com una forma de panpsiquisme. Els defensors del cosmopsiquisme afirmen que el Cosmos com un tot és el nivell fonamental de realitat i que instància la consciència. Es diferencien en aquest punt dels panpsiquistes, que solen afirmar que el nivell més petit de realitat és fonamental i exemplifica la consciència. Per tant, la consciència humana, per exemple, simplement deriva d'una consciència còsmica més àmplia.

#### Panexperiencialisme
El panexperiencialisme està associat amb les filosofies de, entre d'altres, Charles Hartshorne i Alfred North Whitehead, encara que el terme va ser inventat per David Ray Griffin per distingir la filosofia del procés vista des d'altres varietats de panpsiquisme. La filosofia del procés de Whitehead sosté que els elements fonamentals de l'Univers són «ocasions d'experiència», que junts poden crear una cosa tan complexa com un ésser humà. Partint del treball de Whitehead, el filòsof del procés Michel Weber advoca per un «pancreativisme». Goff ha utilitzat el terme «panexperiencialisme» de manera més general per referir-se a formes de panpsiquisme en què l'experiència, més que el pensament, és ubiqua.

#### Panprotopsiquisme
Els panprotopsiquistes creuen que les propietats fenomèniques d'ordre superior (com qualia) són lògicament implicades per propietats protofenomenals, almenys en principi. El problema de combinació, per tant, no té pes; no són les propietats fenomèniques les que dominen, sinó les propietats protofenomèniques. I les propietats protofenomèniques són, per definició, les parts constituents de la consciència. Chalmers sosté que la vista enfronta dificultats per abordar el problema de combinació. Considera la solució proposada per Russell «ad hoc» i creu que disminueix la parsimònia que va fer que la teoria inicialment fos interessant.

#### Monisme Russellià
El monisme Russellià és un tipus de monisme neutral. La teoria s'atribueix a Bertrand Russell, i també es pot anomenar «panpsiquisme de Russell» o «monisme neutral de Russell». Russell creia que totes les propietats són propietats intrínseques i manifestacions extrínseques d'intrínseques idèntiques. Russell va anomenar aquestes propietats internes idèntiques «quiddities». Així com les propietats extrínseques de la matèria poden formar una estructura d'ordre superior, també ho poden fer les quiddities idèntiques i corresponents. Russell creia que la ment conscient era una de les estructures.

### Ontologies religioses o místiques

#### Advaita Vedanta
Advaita Vedanta és una forma d'idealisme en la filosofia índia que veu la realitat consensuada com a il·lusòria. Anand Vaidya i Purushottama Bilimoria han argumentat que es pot considerar una forma de panpsiquisme o cosmopsiquisme.

#### Animisme i hilozoisme
L'animisme sosté que totes les coses tenen ànima, i l'hilozoisme sosté que totes les coses són vives. Tots dos podrien interpretar-se raonablement com a panpsiquistes, però tots dos han caigut en desgràcia a l'acadèmia contemporània. Els panpsiquistes moderns han intentat distanciar-se de teories d'aquest tipus, amb cura d'esculpir la distinció entre la ubiqüitat de l'experiència i la ubiqüitat de la ment i la cognició.

#### Naturalesa de Buda

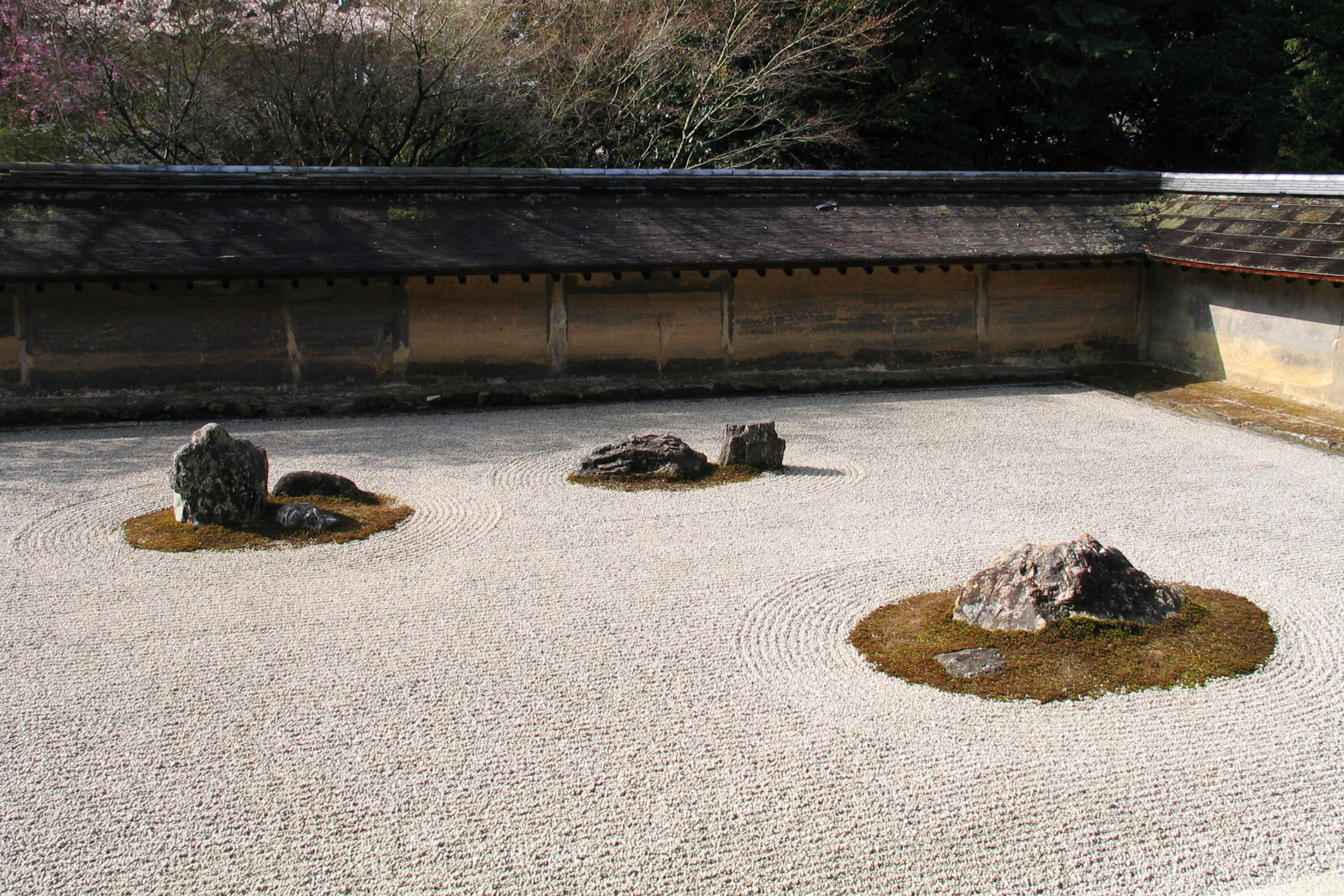
A l'art del jardí de roques japonès, l'artista ha de ser conscient de l' «ishigokoro» («cor» o «ment») de les roques

El terme «naturalesa búdica» és la traducció al català del terme xinès clàssic 佛性 (o «fó xìng» a Pinyin), que alhora és una traducció del sànscrit «tathagatagarbha». Tathagata fa referència a algú (és a dir, el Buda) que ha arribat, mentre que garbha es tradueix en les paraules embrió o arrel.
En termes generals, la naturalesa búdica es pot definir com a estat disposicional ubic de ser capaç d'obtenir la Budeïtat. En algunes tradicions budistes, això es pot interpretar com una forma de panpsiquisme. Graham Parks sosté que la majoria de «la filosofia tradicional xinesa, japonesa i coreana qualificaria de panpsiquista per naturalesa».
Les escoles de budisme Huayan, Tiantai i Tendai van atribuir explícitament la naturalesa búdica a objectes inanimats com a flors de lotus i muntanyes. De manera similar, el mestre de soto zen Dōgen (道元) va argumentar que «éssers insensibles exposen» els ensenyaments del Buda, i va escriure sobre la «ment» (心, shin) de «tanques, parets, rajoles i còdols». El pensador budista de Shingon del segle ix Kūkai (空海) va arribar a l'extrem d'argumentar que els objectes naturals, com ara roques i pedres, són part de l'encarnació suprema del Buda. Segons Parks, la naturalesa de Buda es descriu millor «en termes occidentals» com una cosa «psicofísica».

### Teories científiques

#### Realisme conscient
El realisme conscient és una teoria proposada per Donald Hoffman, un científic cognitiu especialitzat en la percepció. Ha escrit nombrosos articles sobre el tema que va resumir al seu llibre de 2019 El cas contra la realitat: com l'evolució va ocultar la veritat als nostres ulls. El realisme conscient es basa en l'antiga «Teoria de la interfície d'usuari» de Hoffman. En combinació, argumenten que:
- realitat de consens i l'espaitemps són il·lusoris, i són simplement una «interfície d'usuari evolucionada específica de l'espècie»;
- la realitat està feta d'una xarxa complexa, adimensional i atemporal «d'agents conscients».
L'opinió de consens és que la percepció és una reconstrucció de l'entorn. Hoffman veu la percepció com una construcció més que no pas com una reconstrucció. Sosté que els sistemes de percepció són anàlegs als canals d'informació i, per tant, estan subjectes a compressió de dades. El conjunt de possibles representacions per a qualsevol conjunt de dades donat és força gran. D'aquest conjunt, el subconjunt és minúscul i no se superposa amb el subconjunt que és eficient o més fàcil de fer servir. Hoffman ofereix el «teorema de la veritat venç l'aptitud» com a prova matemàtica que les percepcions de la realitat tenen poca semblança amb la veritable naturalesa de la realitat.
Fins i tot si la realitat és una il·lusió, Hoffman pren la consciència com un fet indiscutible. Ell representa unitats rudimentàries de consciència (que ell anomena «agents conscients») com a nucli de Markov. Tot i que la teoria no va ser inicialment panpsiquista, informa que ell i el seu col·lega Chetan Prakash van trobar que les matemàtiques ho eren més. Ells plantegen la hipòtesi que la realitat està composta per aquests agents conscients, que interactuen per formar xarxes «més grans i més complexes».

#### Teoria de la informació integrada

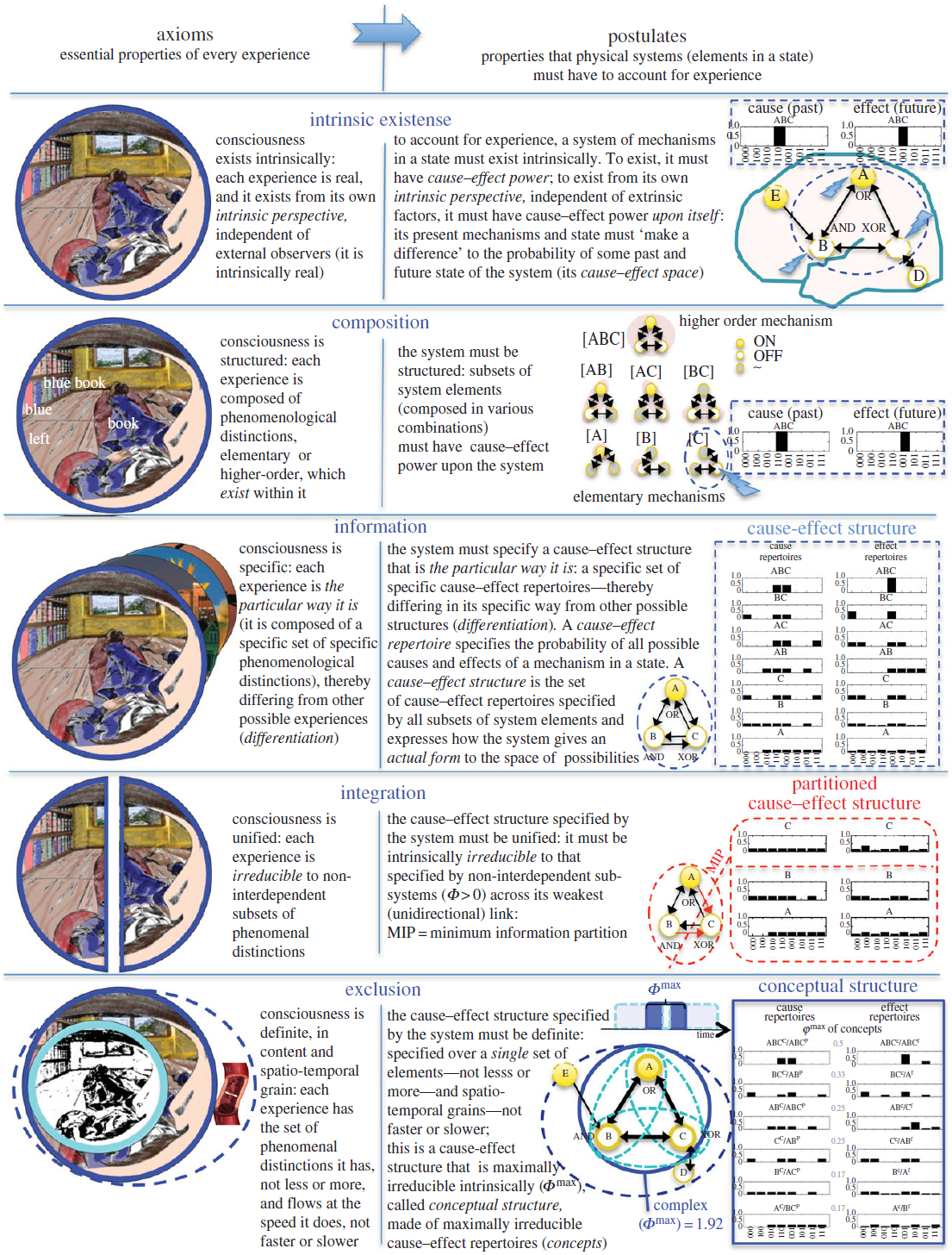
Axiomes i postulats de la teoria de la informació integrada

Giulio Tononi va articular per primera vegada la teoria de la informació integrada (IIT) el 2004, i ha patit dues revisions importants des de llavors. Tononi aborda la consciència des d'una perspectiva científica i ha expressat la seva frustració amb les teories filosòfiques de la consciència per no tenir poder predictiu. Encara que és part integral de la seva teoria, s'absté utilitzar terminologia filosòfica com a quàlia o la unitat de consciència, optant en canvi per alternatives matemàticament precises com a funció d'entropia i integració d'informació. Això li ha permès a Tononi crear una mesura per a la informació integrada, que anomena phi (Φ). Ell creu que la consciència no és més que informació integrada, per la qual cosa Φ mesura la consciència. Resulta que fins i tot els objectes o substàncies bàsiques tenen un grau diferent de zero Φ. Això significaria que la consciència és ubiqua, encara que en un grau mínim.
La filòsofa Hedda Hassel Mørch considera que l'IIT és similar al monisme russellià, mentre que altres filòsofs, com Chalmers i John Searle, ho consideren una forma de panpsiquisme. IIT no sosté que tots els sistemes siguin conscients, cosa que va portar Tononi i Koch a afirmar que IIT incorpora alguns elements de panpsiquisme però no altres. Koch ha anomenat IIT una «versió científicament refinada» del panpsiquisme.

## En relació amb altres teories
Com que el panpsiquisme abasta una àmplia gamma de teories, en principi pot ser compatible amb el materialisme reductiu, el dualisme, el funcionalisme o altres perspectives, depenent dels detalls d'una formulació donada.

### Dualisme
David Chalmers i Philip Goff han descrit el panpsiquisme com una alternativa tant al materialisme com al dualisme. Chalmers diu que el panpsiquisme respecta les conclusions tant de l'argument causal contra el dualisme com de l'argument de la concebibilitat a favor del dualisme. Goff ha argumentat que el panpsiquisme evita la desunió del dualisme, sota el qual la ment i la matèria estan ontològicament separades, així com els problemes del dualisme que expliquen com interactuen la ment i la matèria. Per contra, Uwe Meixner sosté que el panpsiquisme té formes dualistes, que contrasta amb les formes idealistes.

### Emergentisme
El panpsiquisme és incompatible amb l'emergentisme. En general, les teories de la consciència cauen sota un paraigua o un altre; sostenen que la consciència és present en un nivell fonamental de la realitat (panpsiquisme) o que emergeix més amunt (emergentisme).

### Idealisme
Hi ha un desacord sobre si l'idealisme és una forma de panpsiquisme o una visió separada. Tots dos punts de vista sostenen que tot allò que existeix té alguna forma d'experiència. Segons els filòsofs William Seager i Sean Allen-Hermanson, «els idealistes són panpsiquistes per defecte». Charles Hartshorne va contrastar el panpsiquisme amb l'idealisme, dient que mentre els idealistes rebutjaven l'existència del món observat amb els sentits o ho entenien com a idees dins de la ment de Déu, els panpsiquistes acceptaven la realitat del món però ho veien com a compost de ments. Chalmers també contrasta el panpsiquisme amb l'idealisme (així com el materialisme i el dualisme). Meixner escriu que les formulacions del panpsiquisme es poden dividir en versions dualistes i idealistes. A més, divideix aquest últim en «panpsiquisme idealista atomista», que atribueix a David Hume, i «panpsiquisme idealista holístic», que ell afavoreix.

### Monisme neutral
El monisme neutral rebutja la dicotomia de la ment i la matèria, i al seu lloc pren com a fonamental una tercera substància que no és ni mental ni física. Les propostes sobre la naturalesa de la tercera substància han variat i alguns teòrics han optat per deixar-la sense definir. Això ha portat a una varietat de formulacions de monisme neutral, que es poden superposar amb altres filosofies. En les versions del monisme neutral en què els components fonamentals del món no són ni mentals ni físics, és força diferent del panpsiquisme. En versions on els constituents fonamentals són tant mentals com a físics, el monisme neutral pot conduir al panpsiquisme, panprotopsiquisme o a una teoria de l'aspecte dual.
A The Conscious Mind, David Chalmers escriu que, en alguns casos, les diferències entre el «monisme neutral de Russell» i el seu dualisme de propietat són merament semàntiques. Philip Goff creu que el monisme neutral es pot considerar raonablement com una forma de panpsiquisme «en la mesura que és una visió de doble aspecte». El monisme neutral, el panpsiquisme i la teoria de l'aspecte dual s'agrupen o es fan servir indistintament en alguns contextos.

### Física i materialisme
Chalmers descriu al panpsiquisme com una alternativa tant al materialisme com al dualisme. De manera similar, Goff descriu al panpsiquisme com una alternativa tant al fisicalisme com al dualisme de substàncies. Strawson, d'altra banda, descriu el panpsiquisme com una forma de fisicalisme, que a parer seu és l'única forma viable. El panpsiquisme es pot combinar amb el materialisme reductiu, però no es pot combinar amb el materialisme eliminatiu perquè aquest últim nega l'existència dels atributs mentals rellevants.

## Arguments a favor del panpsiquisme

### El problema de la consciència
Se sent com una cosa ser un cervell humà. Això vol dir que la matèria, quan s'organitza d'una manera particular, comença a tenir una experiència. Les preguntes de «per què» i «com» aquesta estructura material té experiència, i per què té «aquesta» experiència particular en lloc d'una altra experiència, es coneixen com el «difícil problema de la consciència». El terme s'atribueix a Chalmers. Sosté que fins i tot després que «totes les funcions perceptives i cognitives dins del veïnatge» de la consciència «siguin preses en compte», encara pot quedar una pregunta més sense resposta: «Per què l'exercici d'aquestes funcions està acompanyat per l'experiència?»
Encara que Chalmers va donar al difícil problema de la consciència el seu nom actual, abans s'havien expressat opinions similars: Isaac Newton, John Locke, Gottfried Leibniz, John Stuart Mill, Thomas Henry Huxley i Wilhelm Wundt, van escriure tots sobre l'aparent incompatibilitat de les descripcions funcionals en tercera persona de la ment i la matèria i l'experiència conscient en primera persona. S'han articulat sentiments similars a través d'investigacions filosòfiques com «el problema d'altres ments», solipsisme, bretxa explicativa, zombis filosòfics i Habitació de Maria. Aquests problemes han fet que Chalmers consideri el panpsiquisme com una solució viable al difícil problema, encara que no està compromès amb un punt de vista únic.
Brian Jonathan Garrett ha comparat el difícil problema amb el vitalisme, la hipòtesi ara desacreditada que la vida és inexplicable i només es pot entendre si hi ha alguna força vital. Sosté que amb el temps, la consciència i els seus orígens evolutius s'entendran tal com ara s'entén la vida. Daniel Dennett ha anomenat al problema difícil «pressentiment» i sosté que l'experiència conscient, com se sol entendre, és merament una il·lusió cognitiva complexa. Patricia Churchland, també una materialista eliminativa, sosté que els filòsofs han de ser més pacients: la neurociència està encara en les primeres etapes, de manera que el difícil problema de Chalmers és prematur. La claredat vindrà d'aprendre més sobre el cervell, no pas de l'especulació metafísica.

#### Solucions panpsiquistes
A The Conscious Mind (1996), David Chalmers intenta assenyalar per què el problema difícil no és tan difícil. Conclou que la consciència és «irreductible» a fets físics de nivell inferior, així com les lleis fonamentals de la física són irreductibles a fets físics de nivell inferior. Per tant, la consciència s'ha de prendre com a fonamental per dret propi i estudiar-se com a tal. Així com les propietats fonamentals de la realitat són ubiqües (fins i tot els objectes petits tenen massa), la consciència també ho pot ser, encara que ell considera que és una qüestió oberta.
A Mortal Questions (1979), Thomas Nagel sosté que el panpsiquisme se segueix de quatre premisses:
- P1: No hi ha pla espiritual ni ànima incorpòria; tot el que hi ha és material.
- P2: La consciència és irreductible a propietats físiques de nivell inferior.
- P3: La consciència existeix.
- P4: Les propietats d'ordre superior de la matèria (és a dir, propietats emergents) poden, almenys en principi, reduir-se a les propietats de nivell inferior.

Abans que s'accepti la primera premissa, la gamma de possibles explicacions per a la consciència és completament oberta. Cada premissa, si hom accepta, redueix aquest rang de possibilitats. Si l'argument és sòlid, aleshores, segons la darrera premissa, el panpsiquisme és l'única possibilitat que queda.
- Si (P1) és cert, aleshores la consciència no existeix o existeix dins del món físic.
- Si (P2) és cert, aleshores o la consciència no existeix, o (a) existeix com a propietat diferent de la matèria o (b) està fonamentalment implicada per la matèria.
- Si (P3) és cert, aleshores la consciència existeix, i és (a) la seva pròpia propietat de la matèria o (b) composta per la matèria del cervell però no lògicament implicada per aquesta.
- Si (P4) és veritable, aleshores (b) és fals, i la consciència ha de ser la seva pròpia propietat única de la matèria.

Per tant, la consciència és una propietat única de la matèria i el panpsiquisme és veritable.

### El problema cos-ment

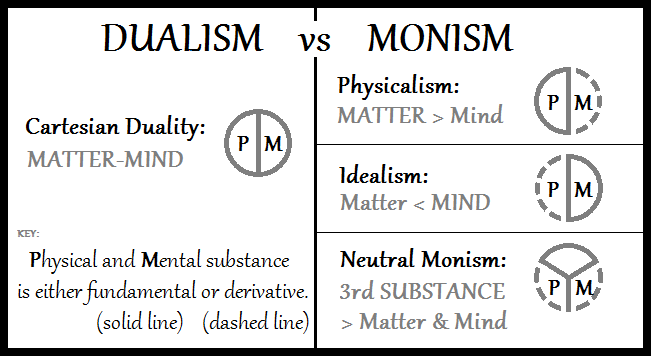
Un diagrama que mostra quatre posicions en el problema ment-cos. S'han comparat versions de panpsiquisme amb cadascuna d'aquestes posicions i se les ha contrastat

El 2015, David Chalmers va proposar una possible solució al problema ment-cos a través del format argumentatiu de tesi, antítesi i síntesi. L'objectiu d'aquests arguments és defensar els costats d'un debat (la tesi i l'antítesi), sospesar-ne els vicis i els mèrits i després reconciliar-los (la síntesi). La tesi, antítesi i síntesi de Chalmers són les següents:
1. Tesi: el materialisme és cert; tot és fonamentalment físic.
2. Antítesi: dualisme és veritat; no tot és fonamentalment físic.
3. Síntesi: el panpsiquisme és cert.

Una peça central de l'argument de Chalmers és el tancament causal del món físic. La llei del moviment de Newton explica aquest fenomen de manera succinta: «per cada acció hi ha una reacció igual i oposada». La causa i l'efecte és un procés simètric. No hi ha lloc perquè la consciència exerceixi cap poder causal sobre el món físic tret que sigui ella mateixa física. D'una banda, si la consciència està separada del món físic, aleshores no hi ha lloc perquè exerceixi cap poder causal sobre el món (un estat de coses que els filòsofs anomenen epifenomenalisme). Si la consciència no té un paper causal, llavors no és clar com Chalmers va poder escriure aquest article. D'altra banda, la consciència és irreductible als processos físics del cervell.
| « | El panpsiquisme té tots els beneficis del materialisme perquè podria significar que la consciència és física i alhora escapa a les urpes de l'epifenominalisme. Després d'algunes discussions, Chalmers ho redueix encara més al monisme Russellià, concloent que els pensaments, accions, intencions i emocions poden ser simplement les «quiddities» de neurotransmissors, neurones i cèl·lules glials. | » |

### El problema de la substància
En lloc de tractar únicament de resoldre el problema de la consciència, Russell també va intentar resoldre el «problema de la substància», que es podria dir que és una forma del «problema del retorn infinit».
Com moltes ciències, la física descriu el món a través de les matemàtiques. A diferència d'altres ciències, la física no pot descriure el que Schopenhauer va anomenar «l'objecte que fonamenta» les matemàtiques. L'economia es basa en l'assignació de recursos i la dinàmica de la població es basa en persones individuals dins aquesta població. Els objectes que fonamenten la física, tanmateix, només es poden descriure mitjançant més matemàtiques. En paraules de Russell, la física descriu «certes equacions que donen propietats abstractes dels canvis». Quan es tracta de descriure «què és el que canvia, i des de què i cap a què canvia, pel que fa a això, la física no diu res». En altres paraules, la física descriu les propietats «extrínseques» de la matèria, però no les propietats «intrínseques» que les fonamenten.
Russell va argumentar que la física és matemàtica perquè «només podem descobrir propietats matemàtiques». Això és cert gairebé per definició: si «només» les propietats extrínseques són observables externament, aleshores seran les úniques descobertes. Això va portar Alfred North Whitehead a concloure que les propietats intrínseques són «intrínsecament incognoscibles».
La consciència té moltes similituds amb aquestes propietats intrínseques de la física. Tampoc no es pot observar directament des d'una perspectiva exterior. I també sembla fonamentar moltes propietats extrínseques observables: presumiblement, la música es gaudeix a causa de l'experiència d'escoltar-la, i el dolor crònic s'evita a causa de l'experiència del dolor, etc. Russell va concloure que la consciència ha d'estar relacionada amb aquestes propietats extrínseques de la matèria. Va anomenar a aquestes propietats intrínseques «quiddities». Així com les propietats físiques extrínseques poden crear estructures, també ho poden fer les corresponents i idèntiques «quiddities». La ment conscient, va argumentar Russell, és una de les estructures.
Els defensors del panpsiquisme que utilitzen aquesta línia de raonament inclouen David Chalmers, Annaka Harris, i Galen Strawson. Chalmers ha argumentat que les propietats extrínseques de la física han de tenir propietats intrínseques corresponents; altrament, l'Univers seria «un flux causal gegant» sense res per «relacionar la causalitat», cosa que ell considera una impossibilitat lògica. Ell veu la consciència com una candidata prometedora per a aquest paper. Galen Strawson anomena el panpsiquisme de Russell «fisicalisme realista». Sosté que «l'experièncial considerat específicament com a tal» és el que significa que alguna cosa sigui física. Així com massa és energia, Strawson creu que la consciència «simplement és» matèria.
Max Tegmark, físic teòric i creador de la hipòtesi de l'Univers matemàtic, no aprova aquestes conclusions. Segons el seu relat, l'Univers no només es pot descriure mitjançant matemàtiques, sinó que «és» matemàtiques; comparar la física amb l'economia o la dinàmica de poblacions és una disanalogia. Si bé la dinàmica de la població es pot basar en persones individuals, aquestes persones es basen en «objectes purament matemàtics» com l'energia i la càrrega. L'Univers, en un sentit fonamental, és fet de res.

### Mecànica quàntica
En una entrevista del 2018, David Chalmers va anomenar a la mecànica quàntica «un imant per a qualsevol que vulgui trobar espai per a propietats boges de la ment», però no del tot sense garantia. La relació entre l'observació (i, per extensió, la consciència) i el col·lapse de la funció d'ona es coneix com el «problema de mesurament». Sembla que els àtoms, fotons, etc. estan en superposició quàntica (és a dir, en molts estats o ubicacions aparentment contradictoris simultàniament) fins que es mesuren d'alguna manera. Aquest procés es coneix com «un col·lapse de la funció d'ona». Segons la interpretació de Copenhaguen de la mecànica quàntica, una de les interpretacions més antigues i la més ensenyada, és l'acte d'observació el que col·lapsa la funció d'ona.

Segons la interpretació de Copenhaguen de la mecànica quàntica, el gat de Schrödinger és viu i mort fins que s'ho observa o mesura d'alguna manera

Erwin Schrödinger va articular de manera famosa les inusuals implicacions de la interpretació de Copenhaguen en l'experiment mental ara conegut com a gat de Schrödinger. S'imagina una caixa que conté un gat, un flascó de verí, material radioactiu i un comptador Geiger. L'aparell està configurat perquè quan el comptador Geiger detecti desintegració radioactiva, el flascó es trenqui i enverini el gat. Llevat que i fins que el comptador Geiger detecti la desintegració radioactiva d'un sol àtom, el gat sobreviu. La desintegració radioactiva que detecta el comptador Geiger és un esdeveniment quàntic; cada desintegració correspon a una transició d'estat quàntic d'un sol àtom del material radioactiu. Segons l'equació d'ona de Schrödinger, fins que s'observen les partícules quàntiques, inclosos els àtoms del material radioactiu, estan en superposició d'estat quàntic; cada àtom no mesurat en el material radioactiu està en una superposició quàntica de «decaigut» i «no decaigut». Això vol dir que mentre la caixa roman segellada i el seu contingut sense ser observat, el comptador Geiger també està en una superposició d'estats de «decaïment detectat» i «sense decaïment detectat»; el flascó està en una superposició de «destrossat» i «no destrossat» i el gat en una superposició de «mort» i «viu». Però quan s'obre la caixa, l'observador troba un gat viu o mort; no hi ha cap superposició d'estats. Atès que el gat ja no es troba en una superposició d'estats, tampoc l'àtom radioactiu (ni el flascó ni el comptador Geiger). Per tant, la funció d'ona de Schrödinger ja no es manté i es diu que la funció d'ona que descrivia l'àtom (i la seva superposició d'estats) es va «col·lapsar»: l'àtom ara té un sol estat, corresponent a l'estat observat del gat. Però fins que un observador obre la caixa i, per tant, fa que la funció d'ona col·lapsi, el gat és viu i mort. Això ha plantejat preguntes sobre, en paraules de John S. Bell, «on comença i on acaba l'observador».
El problema de la mesura s'ha caracteritzat en gran manera com el xoc de la física clàssica i la mecànica quàntica. Bohm va argumentar que és més aviat un xoc de la física clàssica, la mecànica quàntica i la fenomenologia; els tres nivells de descripció semblen ser difícils de conciliar, o fins i tot contradictoris. Encara que no es refereix específicament a la mecànica quàntica, Chalmers ha escrit que si mai es descobreix una teoria del tot, serà un conjunt de «lleis psicofísiques», en lloc de simplement un conjunt de lleis físiques. Amb Chalmers com a inspiració, Bohm i Pylkkänen es van proposar fer precisament això en el seu «panprotopsiquisme». Chalmers, que és crític de la interpretació de Copenhaguen i de la majoria de les teories quàntiques de la consciència, ha encunyat aquesta «Llei de la minimització del misteri».
La interpretació de molts mons de la mecànica quàntica no considera l'observació com una cosa central per al col·lapse de la funció d'ona, perquè nega que passi el col·lapse. En la interpretació dels molts mons, així com el gat és viu i mort, l'observador veu un gat mort i un gat viu. Tot i que l'observació no té un paper central en aquest cas, les preguntes sobre l'observació continuen sent rellevants per a la discussió. En paraules de Roger Penrose: 
| « | No veig per què un ésser conscient necessita ser conscient de només «una» de les alternatives en una superposició lineal. Què passa amb la consciència que diu que la consciència no ha de ser «conscient» d'aquesta temptadora combinació lineal d'un gat mort i un gat viu? Em sembla que caldria una teoria de la consciència per quadrar la visió de molts mons amb el que realment observa. | » |

David Chalmers creu que la variant temptativa de panpsiquisme descrita a The Conscious Mind (1996) fa precisament això. S'inclina cap a la interpretació de molts mons a causa de la seva parsimònia matemàtica, ell creu que la seva varietat de dualisme de propietat panpsiquista pot ser la teoria que cerca Penrose. Chalmers creu que la informació jugarà un paper integral a qualsevol teoria de la consciència perquè la ment i el cervell tenen estructures d'informació corresponents. Considera la naturalesa computacional de la física evidència més del paper central de la informació, i suggereix que la informació que es realitza físicament és simultàniament realitzada; tant les regularitats de la naturalesa com l'experiència conscient són expressions del caràcter subjacent de la informació. La teoria implica panpsiquisme i també resol el problema que planteja Penrose. Segons la formulació de Chalmers, la informació en qualsevol posició donada es fa fenomenalment, mentre que l'estat informatiu de la superposició com un tot no ho és. Filòsofs com Whitehead han proposat interpretacions panpsiquistes de la mecànica quàntica. Shan Gao, Michael Lockwood, i Hoffman, que és un científic cognitiu. Bohm i Pylkkänen han proposat interpretacions protopanpsiquistes.
Les teories quàntiques de la consciència encara no han guanyat l'atenció generalitzada. Tegmark ha calculat formalment les «taxes de decoherència» de les neurones, trobant que el cervell és un «sistema clàssic més que quàntic» i que la mecànica quàntica no es relaciona «amb la consciència de cap manera fonamental».
El 2007, Steven Pinker va criticar les explicacions de la consciència invocant la física quàntica, dient:
| « | Per a la meva oïda, això equival a la sensació que la mecànica quàntica és estranya i la consciència és estranya, així que potser la mecànica quàntica pugui explicar la consciència. | » |

## Arguments en contra del panpsiquisme

### Qüestions teòriques
Una crítica al panpsiquisme és que no es pot provar empíricament. Un corol·lari d'aquesta crítica és que el panpsiquisme no té cap poder predictiu. Tononi i Koch escriuen: «A més d'afirmar que la matèria i la ment són una cosa, el panpsiquisme té poques coses constructives a dir i no ofereix lleis positives que expliquin com està organitzada i funciona la ment».
John Searle ha al·legat que la impossibilitat de falsificar el panpsiquisme va més enllà de la impossibilitat de comprovar-ho comú i correntment: és infalsificable perquè «no arriba al nivell de la falsedat. És estrictament parlant sense sentit perquè cap noció clara ha donat a la reclamació».
David Skrbina, un defensor del panpsiquisme, accepta la necessitat de coherència i aclariment.
Molts defensors del panpsiquisme basen els seus arguments no en el suport empíric, sinó en les virtuts teòriques del panpsiquisme. Chalmers diu que si bé no hi ha evidència directa per a la teoria, tampoc hi ha evidència directa en contra seva, i que «hi ha raons indirectes, de caràcter àmpliament teòric, per prendre l'opinió de debò». Tot i les crítiques de Tononi i Koch al panpsiquisme, afirmen que integra la consciència al món físic d'una manera que és «elegantment unitària».
Una crítica relacionada és allò que a molts els sembla ser la naturalesa estranya de la teoria. Goff rebutja aquesta objecció, encara que admet que el panpsiquisme és contrari a la intuïció, assenyala que les teories d'Einstein i Darwin també ho són. «Al final del dia», escriu, «hauria de jutjar un punt de vista no per les associacions culturals sinó pel poder explicatiu».

### El problema de la causalitat mental
Filòsofs com Chalmers han argumentat que les teories de la consciència haurien de ser capaces de proporcionar informació sobre el cervell i la ment per evitar el problema de la causalitat mental. Si no ho fan, la teoria sucumbirà a l'epifenomenalisme, un punt de vista comunament criticat com a inversemblant o fins i tot contradictori. Els defensors del panpsiquisme (especialment aquells amb tendències al monisme neutral) esperen evitar aquest problema descartant-lo com una falsa dicotomia; la ment i la matèria són dues cares de la mateixa moneda, i la causalitat mental és simplement la descripció extrínseca de les propietats intrínseques de la ment. Robert Howell ha argumentat que totes les funcions causals encara s'expliquen disposicionalment (és a dir, en termes dels comportaments descrits per la ciència) deixant la fenomenalitat causalment inert. Conclou: «Això ens deixa una vegada més amb epifenomenal quàlia, però que en un lloc molt sorprenent». Els monistes neutrals rebutgen aquests punts de vista dicotòmics de la interacció cos-ment.

### El problema de combinació
El problema de combinació (que està relacionat amb el problema d'enquadernació) es remunta a William James, però va ser donat el seu nom actual per William Seager el 1995. El problema sorgeix de la tensió entre la naturalesa aparentment irreductible de la consciència i la seva ubiqüitat. Si la consciència és ubiqua, aleshores cada àtom (o cada bit, segons la teoria) en té un nivell mínim. Aleshores, com, com diu Keith Frankish, «aquestes petites consciències es combinen per crear experiències conscients més àmplies com la punxada de dolor que sent al genoll?». Aquesta objecció ha atret una atenció significativa, i molts han intentat respondre-la. Cap de les respostes proposades no ha obtingut una acceptació generalitzada.